# (23879) Demura
(23879) Demura est un astéroïde de la ceinture principale.

## Description
(23879) Demura est un astéroïde de la ceinture principale. Il fut découvert le 17 septembre 1998 à la station Anderson Mesa par le programme LONEOS. Il présente une orbite caractérisée par un demi-grand axe de 3,19 UA, une excentricité de 0,11 et une inclinaison de 11,9° par rapport à l'écliptique.
Il est nommé d'après Hirohide Demura (d)  qui a participé à plusieurs missions japonaises.

## Compléments